# Superpuchar Włoch w piłce siatkowej mężczyzn (2020)
Superpuchar Włoch w piłce siatkowej mężczyzn 2020 (oficjalnie Del Monte Supercoppa Italia Superlega) – dwudziestapiąta edycja rozgrywek o Superpuchar Włoch. Półfinały rozegrane zostały 13 i 20 września (rewanż). Finał odbył się 25 września 2020 roku w PalaOlimpia w Weronie. 
Superpuchar Włoch zdobyła drużyna Sir Safety Conad Perugia.

## System rozgrywek
W Superpucharze Włoch 2020 startują cztery najwyżej sklasyfikowane drużyny Superlega w sezonie 2019/2020 w momencie przedwczesnego zakończenia tego sezonu.
Rozgrywki składają się z półfinałów i finału. W półfinałach drużyny tworzą pary według następującego klucza:
- 1 – 4,
- 2 – 3,

gdzie cyfry oznaczają miejsce zajęte przez daną drużynę w Superlega w sezonie 2019/2020. W poszczególnych parach rozgrywany jest dwumecz. O awansie decyduje większa liczba wygranych spotkań, a w przypadku wygrania po jednym meczu przez obie drużyny – większa liczba wygranych setów. Jeżeli po rozegraniu dwumeczu obie drużyny wygrają taką samą liczbę setów, o awansie decyduje tzw. złoty set grany do 15 punktów z dwoma punktami przewagi jednej z drużyn. Gospodarzem pierwszego spotkania w ramach pary meczowej jest zespół niżej rozstawiony.
Zwycięzcy w parach półfinałowych rozgrywają ze sobą jedno spotkanie o Superpuchar Włoch 2020.

## Drabinka
|  |           |                          |           |                          |           |   |   |       |                        |       |
|  | Półfinały | Półfinały                | Półfinały | Półfinały                | Półfinały |   |   | Finał | Finał                  | Finał |
|  | Półfinały | Półfinały                | Półfinały | Półfinały                | Półfinały |   |   | Finał | Finał                  | Finał |
|  |           |                          |           |                          |           |   |   |       |                        |       |
|  |           |                          |           |                          |           |   |   |       |                        |       |
|  | 1         | Cucine Lube Civitanova   | 2         | 3                        | 5 (15)    |   |   |       |                        |       |
|  | 1         | Cucine Lube Civitanova   | 2         | 3                        | 5 (15)    |   |   |       |                        |       |
|  | 4         | Itas Trentino            | 3         | 2                        | 5 (12)    |   |   |       |                        |       |
|  | 4         | Itas Trentino            | 3         | 2                        | 5 (12)    |   |   | 1     | Cucine Lube Civitanova | 2     |
|  |           |                          |           |                          |           |   |   | 1     | Cucine Lube Civitanova | 2     |
|  |           |                          | 3         | Sir Safety Conad Perugia | 3         |   |   |       |                        |       |
|  | 2         | Leo Shoes Modena         | 3         | Sir Safety Conad Perugia | 3         | 0 | 3 | 3     |                        |       |
|  | 2         | Leo Shoes Modena         |           |                          |           |   |   | 3     |                        |       |
|  | 3         | Sir Safety Conad Perugia | 3         | 2                        | 5         |   |   |       |                        |       |
|  | 3         | Sir Safety Conad Perugia | 3         | 2                        | 5         |   |   |       |                        |       |
|  |           |                          |           |                          |           |   |   |       |                        |       |

## Wyniki spotkań

### Półfinały
|  | Cucine Lube Civitanova | 5 – 5 | Itas Trentino |  |  |
|  |                        |       |               |  |  |

| 13.09.2020    | Itas Trentino           | 3:2 (21:25, 25:19, 16:25, 25:21, 15:9) | Cucine Lube Civitanova | BLM Group Arena, Trydent                              |  |
| 18:00 (UTC+1) | Nimir Abdel-Aziz 23 pkt | raport                                 | Joandry Leal 19 pkt    | Widzów: 826 Sędziowie: Roberto Boris i Andrea Puecher |  |

| 20.09.2020              | Cucine Lube Civitanova | 3:2 (25:18, 22:25, 25:19, 20:25, 15:11) złoty set: 15:12 | Itas Trentino           | Palasport Eurosuole Forum, Civitanova Marche         |  |
| 17:30 (UTC+1) Rai Sport | Joandry Leal 15 pkt    | raport                                                   | Nimir Abdel-Aziz 20 pkt | Widzów: 529 Sędziowie: Stefano Cesare i Ilaria Vagni |  |

|  | Leo Shoes Modena | 3 – 5 | Sir Safety Conad Perugia |  |  |
|  |                  |       |                          |  |  |

| 13.09.2020              | Sir Safety Conad Perugia | 3:0 (26:24, 25:23, 25:20) | Leo Shoes Modena        | Pala Barton, Perugia                                   |  |
| 20:35 (UTC+1) Rai Sport | Wilfredo León 16 pkt     | raport                    | Moritz Karlitzek 15 pkt | Widzów: 620 Sędziowie: Marco Zavater i Armando Simbari |  |

| 20.09.2020    | Leo Shoes Modena      | 3:2 (25:22, 25:20, 14:25, 26:28, 15:12) | Sir Safety Conad Perugia | PalaPanini, Modena                                    |  |
| 18:00 (UTC+1) | Nemanja Petrić 15 pkt | raport                                  | Wilfredo León 21 pkt     | Widzów: 1216 Sędziowie: Luca Sobrero i Andrea Pozzato |  |

### Finał
| 25.09.2020    | Cucine Lube Civitanova | 2:3 (25:22, 23:25, 19:25, 25:19, 14:16) | Sir Safety Conad Perugia | PalaOlimpia, Werona                                                         |  |
| 21:30 (UTC+1) | Joandry Leal 17 pkt    | raport                                  | Wilfredo León 31 pkt     | Widzów: 1237 Sędziowie: Daniele Rapisarda i Mauro Goitre MVP: Wilfredo León |  |